# Oktiabrski (Baskortostán)
Oktiabrski (en ruso: Октя́брьский) es una ciudad de la república de Baskortostán, Rusia, ubicada en el centro-oeste de la república, junto a la frontera con Tartaristán. Su población en el año 2010 era de cerca de 110 000 habitantes.